# Johnny Catron
Johnny Catron  (* 24. September 1916 in Boston, Massachusetts; † 31. Oktober 1998 in Los Angeles) war ein US-amerikanischer Arrangeur, Songwriter und Bigband-Leader im Bereich des Swing und der Populären Musik.

## Leben
Johnny Catron, der 36 Jahre hauptberuflich als Autoverkäufer arbeitete, leitete daneben vierzig Jahre lang eine Bigband und schrieb einige Songs. Nachdem er einige Jahre in lokalen Clubs gespielt hatte, gründete Catron schon kurz vor dem Kriegseintritt der USA eine erste Formation, konnte aber das Geld nicht aufbringen und arbeitete bei einer Volkswagen-Vertretung in Pomona (Kalifornien), um seine Band zu finanzieren. Er schrieb auch einen Song, der auf seine beiden Berufe Bezug nahm, „The Volkswagen Song Polka“.
1941 arbeitet Catron bei Ben Pollack, für den er arrangierte und Songs schrieb. Pollack unterstützte ihn, was dazu führte, dass Catron eine Stelle als Arrangeur beim Sender Union Oil Company Radio Program bekam; später war er als Arrangeur und Komponist für den Sender KFI (Southern California radio station) 1963–1966 in einem Programm mit Lawrence Welk und Freddy Martin tätig. In dieser Zeit schrieb er Songs wie „Valerie“, „A Little Affection“ und „There’s a Time and a Place for Everything“. 1964 folgte ein Lied über das Attentat auf John F. Kennedy, „The Big D“. Erkennungsmelodien seiner Band waren „Just a Memory“ (1939 in Boston) und „Love Day“ (1946).
Mit seiner eigenen Bigband trat er vorwiegend im südlichen Kalifornien auf, ging aber gelegentlich auf Tourneen; er hatte auch Sommer-Engagements in Catalina Island. Schließlich trat er regelmäßig in einem Ballsaal in Glendora (Kalifornien) auf. Catron nahm mit seiner Band auch  Schallplatten für das Label Nortac Records auf.